# Hubert-Folie

Hubert-Folie este o comună în departamentul Calvados, Franța. În 1 ianuarie 2018 avea o populație de 381 de locuitori.